# Carlos Chandía
Carlos Luis Chandía Alarcón (Coihueco, 14 november 1964) is een voormalig voetbalscheidsrechter uit Chili, die jarenlang actief was in de Chileense Primera División. Hij was FIFA-scheidsrechter van 2001 tot 2010. 
Chandía speelde als profvoetballer voor de Chileense club Ñublense, voordat hij begon als arbiter. Hij leidde meerdere duels in de Copa Libertadores in de periode 2006-2009. Hij was verder actief bij het WK voetbal 2006 (als reserve), de Copa América 2007, de FIFA Confederations Cup 2005 en het WK voor clubteams 2005.

## Interlands
| Datum      | Wedstrijd                     | Uitslag | Competitie         | Kreeg geel | Kreeg voor de tweede keer geel en dus rood | Weggestuurd |
| ---------- | ----------------------------- | ------- | ------------------ | ---------- | ------------------------------------------ | ----------- |
| 15-11-2003 | Colombia – Venezuela          | 0 – 1   | WK-kwalificatie    | 6          | 0                                          | 0           |
| 10-10-2004 | Venezuela – Brazilië          | 2 – 5   | WK-kwalificatie    | 1          | 0                                          | 0           |
| 31-03-2005 | Peru – Ecuador                | 2 – 2   | WK-kwalificatie    | 0          | 0                                          | 0           |
| 21-06-2005 | Australië – Tunesië           | 0 – 2   | Confederations Cup | 7          | 0                                          | 0           |
| 25-06-2005 | Duitsland – Brazilië          | 2 – 3   | Confederations Cup | 6          | 0                                          | 0           |
| 29-06-2007 | Argentinië – Verenigde Staten | 4 – 1   | Copa América       | 2          | 0                                          | 0           |
| 04-07-2007 | Peru – Bolivia                | 2 – 2   | Copa América       | 7          | 1                                          | 0           |
| 08-07-2007 | Venezuela – Uruguay           | 1 – 4   | Copa América       | 3          | 0                                          | 0           |
| 12-07-2007 | Mexico – Argentinië           | 0 – 3   | Copa América       | 4          | 0                                          | 0           |
| 21-11-2007 | Ecuador – Peru                | 5 – 1   | WK-kwalificatie    | 5          | 0                                          | 0           |
| 29-03-2009 | Ecuador – Brazilië            | 1 – 1   | WK-kwalificatie    | 6          | 0                                          | 0           |
| 10-06-2009 | Ecuador – Argentinië          | 2 – 0   | WK-kwalificatie    | 4          | 0                                          | 0           |
| 05-09-2009 | Peru – Uruguay                | 1 – 0   | WK-kwalificatie    | 5          | 0                                          | 1           |
| 11-10-2009 | Venezuela – Paraguay          | 1 – 2   | WK-kwalificatie    | 2          | 0                                          | 0           |